# Bataille de Chengpu
période des Printemps et des Automnes
La bataille de Chengpu 城濮之战 est la première bataille de l'histoire chinoise décrite avec précision. Le Zuo Zhuan comprend en effet la description détaillée de la stratégie militaire utilisée, avec notamment des stratégies comme « attaquer des deux côtés » (夹击) et « attirer l’ennemi vers soi » (诱敌深入).

## Prémices
En -633, l’État de Chu attaque l’État de Song, alliée de l’État de Jin sur lequel règne le duc Jin Wen Gong (晋文公). Le duc de Song demande de l’aide au duc de Jin, et suivant les conseils de son ministre Xian Zhen (先轸), le duc de Jin accepte d’apporter son aide à Song. Dans le même temps, la principauté de Chu s’allie avec les États de Cao (曹国) et de Wei (卫国).
En -632, le duc de Jin décide d'attaquer tout d’abord l’État de Cao, et il y obtient la victoire au prix de lourdes pertes. Il capture le duc de Cao et force les principautés de Cao et de Wei à renier leur alliance avec Chu. Du côté Chu, le roi Cheng de Chu (楚成王) ordonne à son ministre Ziyu (子玉) de retirer son armée de Song de peur d'entrer en conflit avec l’État de Jin, mais Ziyu s'obstine à vouloir livrer bataille. Pour sa part, Jin Wen Gong fait reculer l’armée Jin de 90 li (en chinois : 退避三舍), officiellement pour tenir une promesse qu’il avait faite au roi de Chu, qui l’avait accueilli durant son exil hors de Jin. En fait, l’armée de Chu occupait une position stratégiquement avantageuse : en reculant de cette distance, Jin Wen Gong force l’armée de Chu à avancer, ce qui lui retire cet avantage.

## Plan de la bataille

### L’armée de Jin
L’unité de mesure de la force était alors le nombre de chars de guerre (les cavaliers n'existaient pas encore à cette époque en Chine, et les fantassins étaient négligés ou inclus[pas clair], comme cela fut aussi le cas à l’époque féodale européenne) : l’armée de Jin en comptait 700. 
Cette armée était divisée en trois cohortes :
- l’armée du haut 上军, avec Hu Yan 狐偃 comme général principal et Hu Mao 狐毛 comme général secondaire ;
- l’armée du milieu 中军, avec Xian Zhen 先轸 comme général principal et Xi Zhen 郤溱 comme général secondaire ;
- l’armée du bas 下军, avec Luan Zhi 栾枝 comme général principal et Xu Chen 胥臣 comme général secondaire.

### L’armée de Chu
L’armée de Chu, dont la force est inconnue, était elle aussi divisée en trois cohortes :
- l’armée de la gauche 左军, avec  Zixi  子西 comme général ;
- l’armée du milieu 中军, avec Ziyu 子玉 comme général ;
- l’armée de la droite 右军, avec Zishang 子上 comme général. Cette partie de l’armée comprenait des troupes des États de Cai et de Chen, et constituait la partie la plus faible de l’armée.

Avant la bataille, Ziyu vit en rêve le dieu du fleuve 河神 qui lui dit : « si tu me donnes ton chapeau serti de pierres, je te donne le territoire de Song », mais Ziyu tenait à son chapeau et refusa.

## Le déroulement de la bataille
Le quatrième jour du quatrième mois de l’année -632, les armées de Jin et de Chu se rencontrent.
Tout d’abord, Xu Chen 胥臣 (général en second de l’armée « du bas » de Jin) attaque l’armée de Chu de droite, en fait composée d’éléments de Cai et de Chen, qu’il vainc aisément.
Du côté de l’armée « du haut » de Jin, Hu Mao 狐毛 fait lever deux drapeaux et Luan Zhi 栾枝 ordonne de fixer sur l’arrière des chariots des branches d’arbre et de faire semblant de reculer afin de provoquer un nuage de poussière, ces deux opérations visent à faire croire à l’ennemi que les armées retraitent. Ziyu ne comprend pas ce stratagème et ordonne à Zixi (l'armée de gauche de Chu) d’attaquer, ce qu’il fait. Mais l’armée Jin du milieu, guidée par Xian Zhen 先轸 et Xi Zhen 郤溱, attaque l’armée de Chu du milieu pour l’empêcher d’avancer, tandis que, tout d’un coup, les forces de Jin commandées par Hu Mao 狐毛 et Hu yan 狐偃 se retournent et attaquent Zixi 子西 des deux côtés en même temps, anéantissant l’armée de gauche de Chu.
Seul Ziyu 子玉 qui n’avait pas attaqué reste quasiment indemne ; il décide de fuir.

## Résultat
Les armées de Jin envahissent le campement de Chu, et prennent les rations militaires. Ils ont suffisamment à manger pour trois jours.
Ziyu se suicide à la suite de sa défaite.
Cette victoire de Jin n’empêchera pas toutefois à long terme l’État de Chu de devenir la puissance incontestée du sud de la Chine pendant la période des Printemps et des Automnes et la période des Royaumes combattants.